# Permanganato de bario
El permanganato de bario es un compuesto químico inorgánico, del grupo de las sales, que está constituido por aniones de permanganato {\displaystyle {\ce {MnO4-}}} y cationes de bario (2+) {\displaystyle {\ce {Ba^{2+}}}}, cuya fórmula química es {\displaystyle {\ce {Ba(MnO4)2}}}.

## Propiedades
El permanganato de bario se presenta como un sólido cristalino de color violeta oscuro, casi negro, e inodoro. Cristaliza en el sistema ortorrómbico. Su densidad vale 3,77 g/cm³, a 200 °C se descompone y también al ponerlo en contacto con etanol. Su solubilidad es de 6,5 g en 100 g de agua a 20 °C.

## Preparación
Puede prepararse en dos etapas haciendo reaccionar primer permanganato de potasio con hidróxido de bario y nitrato de bario, con lo que se obtiene el manganato de bario, el cual se hace reaccionar después con cloro para dar el permanganato de bario:
{\displaystyle {\ce {4KMnO4 + 2Ba(OH)2 + 2Ba(NO3)2 -> 4BaMnO4 + 4HNO3 + O2 + 2H2O}}}{\displaystyle {\ce {2BaMnO4 + Cl2 -> Ba(MnO4)2 + BaCl2}}}

## Aplicaciones
Es un potente desinfectante; se emplea en la producción de otros permanganatos; y también en la despolarización de células secas.